# Fêtes maritimes

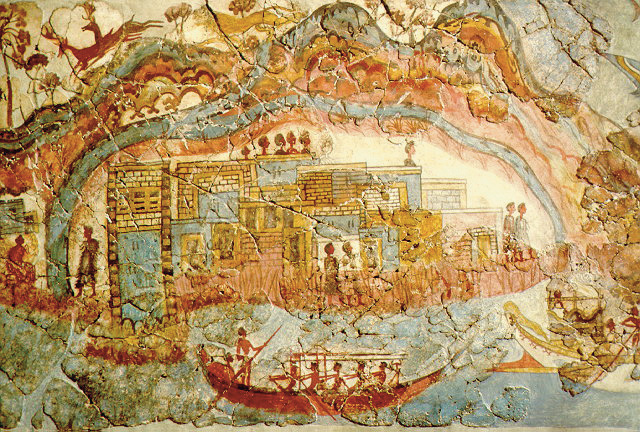
La « parade des bateaux » : fragment de fresque de l’âge du bronze provenant d'Akrotiri (civilisation minoenne, île de Santorin).

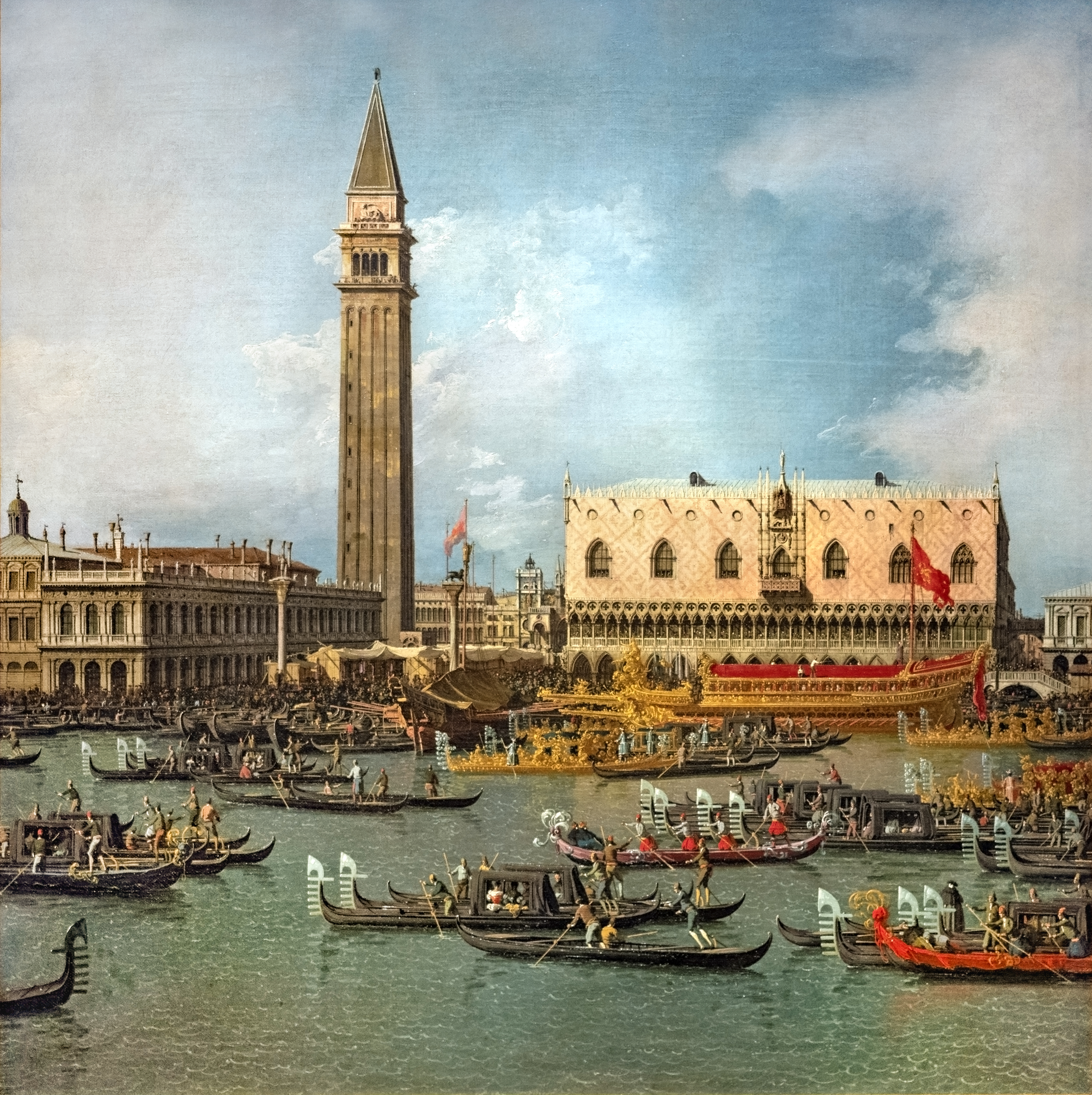
Le « Mariage avec la mer » à Venise (1738).

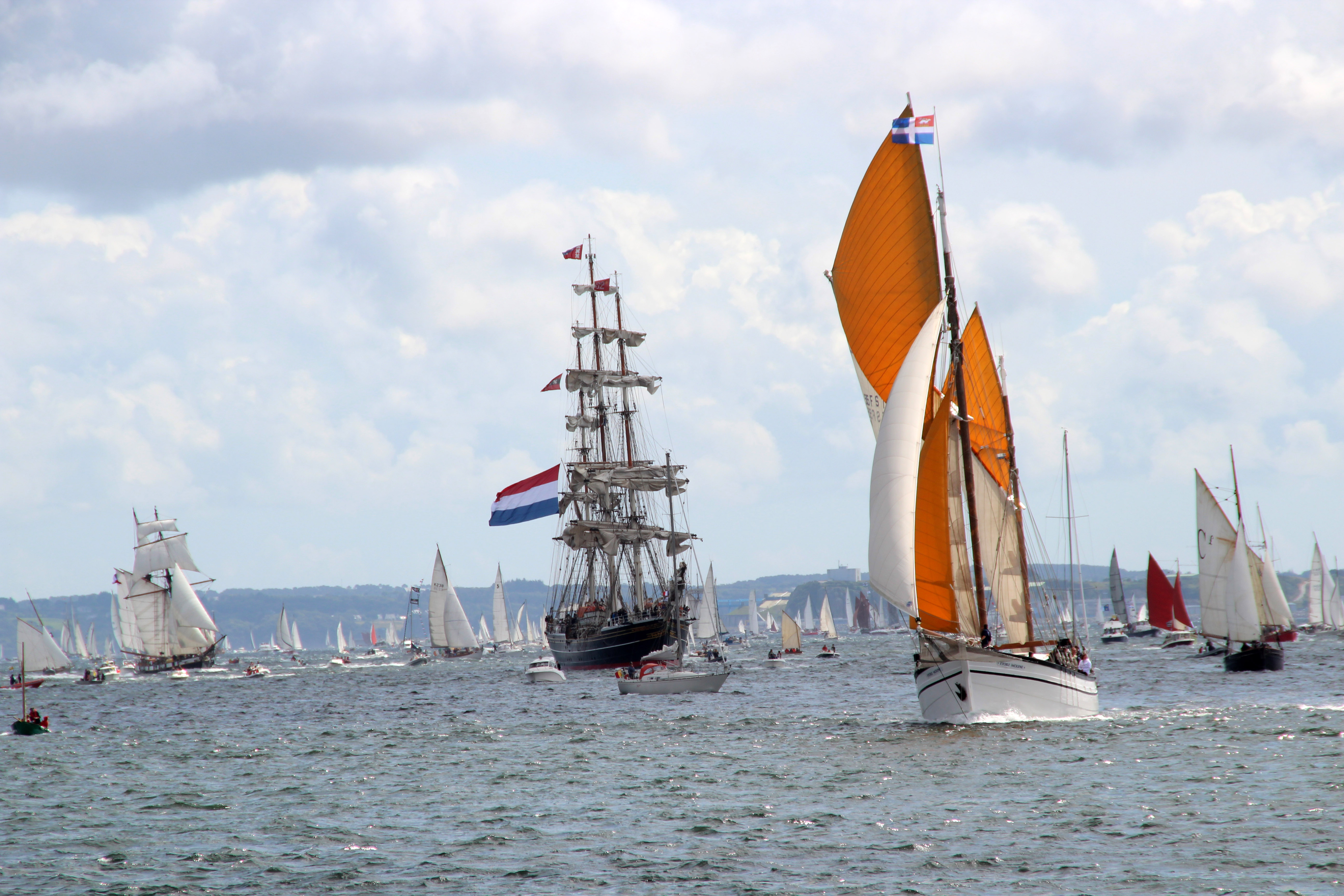
Fêtes maritimes de Brest (2012).

Si les parades navales existent depuis l'Antiquité, et si certaines comme le « Mariage avec la mer » à Venise sont particulièrement anciennes et connues, c'est depuis quelques décennies que les fêtes maritimes (ou rassemblements maritimes) ont connu une ampleur considérable en France et dans toute l’Europe, atteignant par exemple le million de visiteurs aux Fêtes de Brest.

## En Europe
De  nombreuses rencontres maritimes sont organisées périodiquement dans les grands ports européens.
Parmi les plus importantes :
- Le Sail Bremerhaven (Allemagne) : Le Sail Bremerhaven est un rassemblement de grands voiliers organisé au port de Bremerhaven, en Allemagne depuis 1986. Il a lieu désormais tous les cinq ans : 2000, 2005, 2010, 2015.
- Le Sail Amsterdam (Pays-Bas) : Le Sail Amsterdam est un rassemblement de grands voiliers organisé tous les cinq ans au port d'Amsterdam, aux Pays-Bas ;  Il a lieu les mêmes années que le Sail Bremerhaven.
- La Semaine de Kiel (Allemagne) : La Semaine de Kiel est une compétition de voile se tenant chaque année à Kiel en Allemagne. Lors de cette manifestation se déroule aussi un grand rassemblement de voiliers traditionnels.
- La Hanse Sail (Allemagne): La Hanse Sail de Rostock est le plus grand festival maritime se déroulant  en Allemagne  et l'un des plus importants d'Europe. Il se déroule chaque année durant le deuxième week-end d'Août.
- Les Tall Ships' Races : Les Tall Ships' Races sont des courses internationales de voiliers écoles qui se déroulent chaque année. Des fêtes maritimes sont organisées dans chaque ville-étape.
- Le Hafengeburtstag Hamburg à Hambourg (Allemagne) [1].